# Apollo Automobil
Apollo Automobil, prima denominata Gumpert Sportwagenmanufaktur, è una casa automobilistica tedesca produttrice di auto sportive con sede a Denkendorf. Roland Gumpert, il fondatore della Apollo, un tempo ricopriva la carica di direttore di Audi Sport.

## Storia

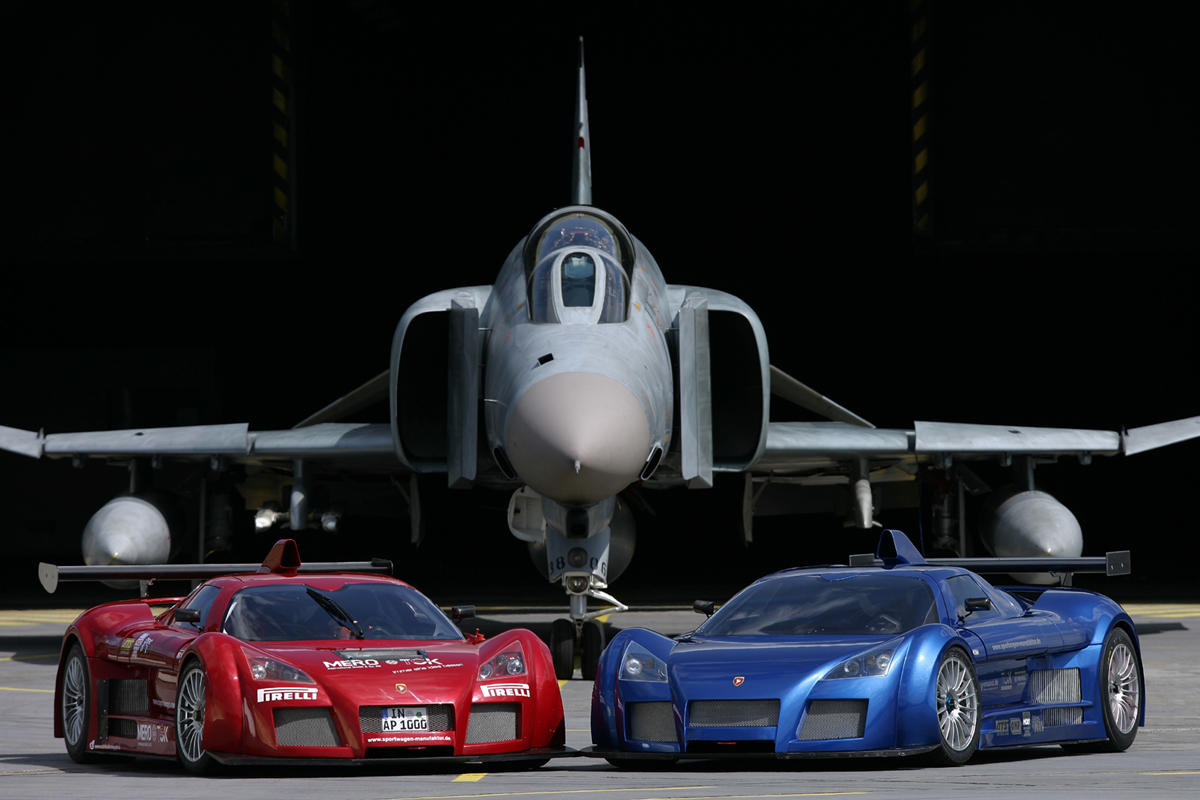
I due prototipi della Gumpert Apollo con un caccia F-4 Phantom II

### Gumpert Sportwagenmanufaktur
Nel 2001, Roland Gumpert propose una nuova generazione di auto sportive, pronte per la pista ma anche omologate per uso stradale. Dopo che Gumpert tornò in Germania dalla Cina alla fine del 2001, Roland Meyer gli chiese di aiutarlo a costruire un prototipo di auto sportiva. Audi approvò il coinvolgimento di Gumpert in questo progetto a condizione che la nuova auto sportiva fosse un prodotto di serie e non un prototipo.
La società è stata fondata nel 2004 con il nome "GMG Sportwagenmanufaktur Altenburg GmbH". Furono definite le linee guida tecniche e i primi bozzetti della vettura furono disegnati da Marco Vanetta. Al completamento di questo processo, nel 2002 fu prodotto il primo modello in scala 1:4 dell'auto di Gumpert.
Gumpert ha continuato con lo sviluppo dell'auto chiamata Apollo, insieme all'Università tecnica di Monaco e all'Università di scienze applicate di Ingolstadt che lo hanno aiutato con i lavori di costruzione, simulazioni al computer e test in galleria del vento. Queste attività di ricerca e sviluppo hanno contribuito a dare vita al primo modello in scala reale. Alla fine furono costruiti due prototipi. La produzione della Apollo iniziò nell'ottobre 2005. Molte varianti della Apollo furono introdotte durante il suo ciclo di produzione.
Il 27 luglio 2008, la Apollo Sport è stata presentata nel corso del programma televisivo automobilistico britannico Top Gear. Uno dei presentatori, Richard Hammond e il pilota professionista Stig guidarono la macchina. Con un tempo sul giro di 1'17"100, la Apollo Sport è diventata il nuovo leader sulla Power Lap Board, due decimi più veloce dell'ex detentrice del giro più veloce, l'Ascari A10. La Apollo è stata più veloce della Bugatti Veyron e della Pagani Zonda sulla pista di prova Top Gear. Successivamente è stata battuta con un tempo di 1'16"800 dalla Bugatti Veyron Super Sport. 

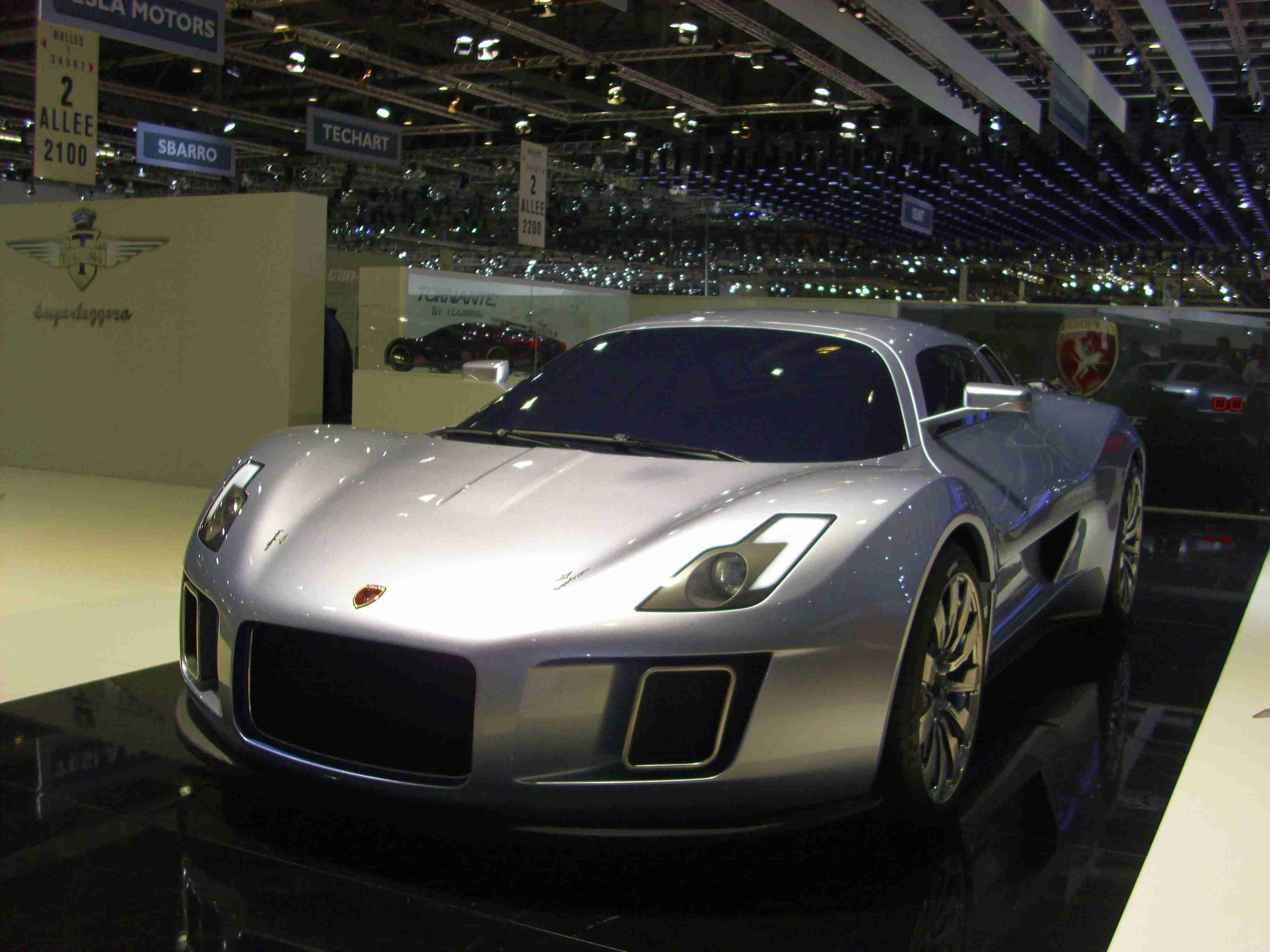
Gumpert Tornante

Nel 2011, la casa automobilistica ha presentato al salone dell'automobile di Ginevra una nuova vettura, la Gumpert Tornante, la cui carrozzeria era stata sviluppata in collaborazione con l'italiana Touring. L'inizio della produzione era previsto per il 2012, ma il suo sviluppo è stato interrotto per via della risposta negativa da parte della clientela.
Nell'agosto 2012, la società presentò istanza di fallimento al tribunale di Gera e la procedura di insolvenza si aprì ufficialmente il 16 ottobre dello stesso anno. Le difficoltà finanziarie che portarono a questa svolta gestionale furono dovute alle scarse vendite della Apollo sul mercato cinese, a dispetto delle rosee previsioni commerciali, e all'insostenibilità dei costi di sviluppo della Tornante.

### GSM Gumpert Sportwagenmanufaktur
Nel 2013 si fecero avanti nuovi investitori e il 20 febbraio l'azienda fu rifondata con il nome di GSM Gumpert Sportwagenmanufaktur. L'acquisto, tuttavia, non è andato a buon fine perché gli investitori non avevano le coperture finanziarie garantite, di conseguenza, in quel periodo esistevano contemporaneamente due società con nomi quasi identici.

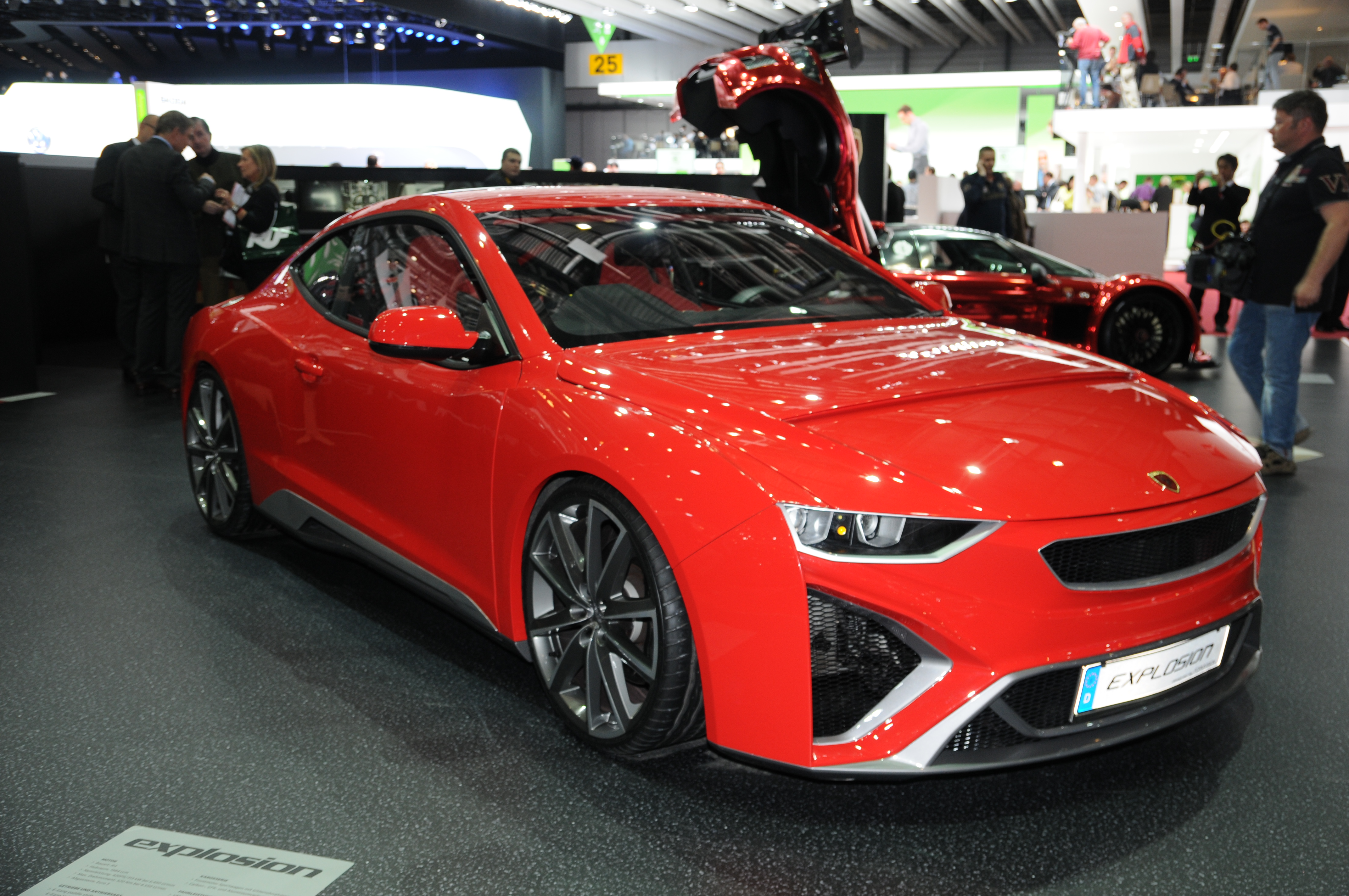
Gumpert Explosion al Motor Show di Ginevra

Mentre continuava la procedura di insolvenza della Gumpert e persino la produzione cessava nel giugno 2013, GSM Gumpert, guidata da Roland Gumpert, sviluppò la Gumpert Explosion. Al salone di Ginevra del 2014, entrambe le società presentarono il nuovo modello con il marchio Gumpert. Nel corso del salone è stato anche annunciato che la produzione della Apollo ad Altenburg sarebbe dovuta ricominciare dopo una rivisitazione della vettura. Il direttore marketing Harald Schlegel annunciò al salone che anche la versione di serie della Gumpert Tornante sarebbe stata prodotta a partire dal 2015.

Tuttavia, il 21 marzo 2014, il curatore fallimentare Görge Scheid annunciò la vendita della Gumpert e dei suoi diritti sui modelli Apollo e Tornante ad un investitore straniero, questo avvenimento separò i percorsi delle due società e determinò anche la fine della produzione di auto sportive ad Altenburg. GSM Gumpert annunciò che la Explosion, concepita come modello di massa, sarebbe stata prodotta a Neustadt an der Donau con il marchio GSM Gumpert a partire dal 2014, ma il progetto non si concretizzò.

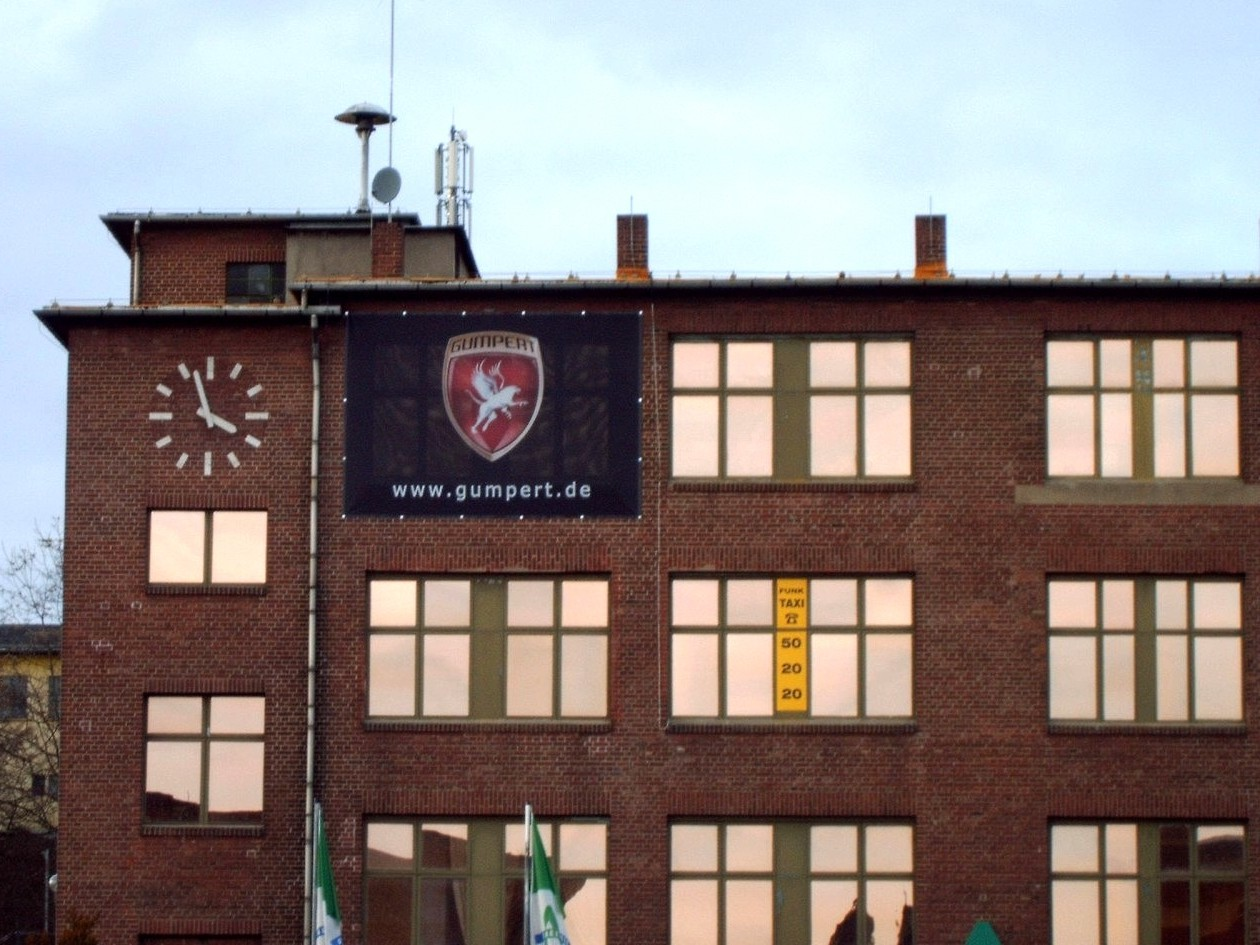
La fabbrica Gumpert Sportwagenmanufaktur

### Apollo Automobil
Nel gennaio 2016, la Gumpert è stata acquistata dal consorzio di Hong Kong Ideal Team Venture, che è anche proprietario del marchio De Tomaso, e ribattezzata Apollo Automobil GmbH con sede a Denkendorf, in Alta Baviera. Questo segnò la scomparsa del marchio Gumpert. 

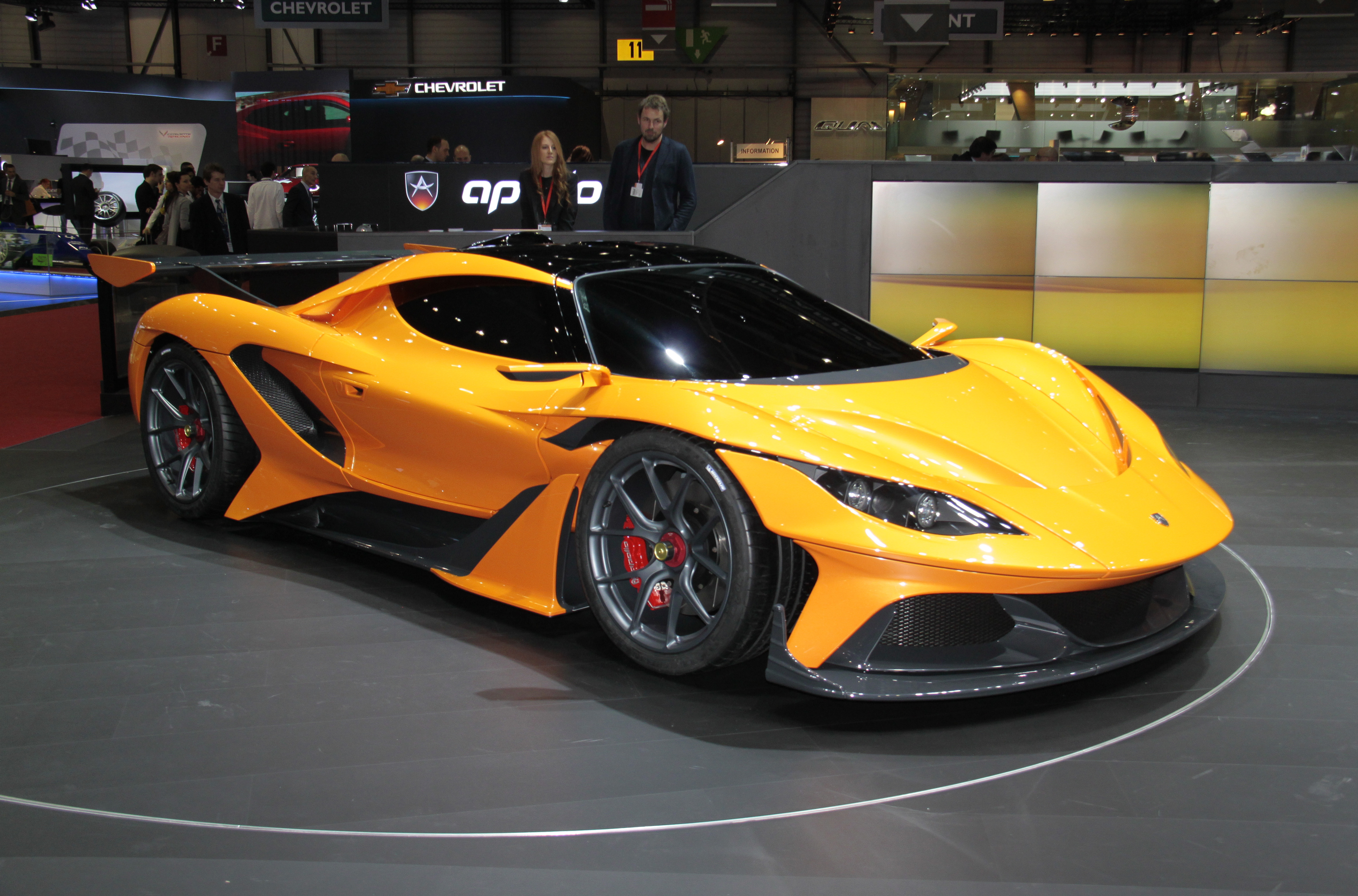
Apollo Arrow al Motor Show di Ginevra 2016

Al salone dell'automobile di Ginevra del marzo 2016, la neonata Apollo ha presentato la Arrow, un'auto sportiva alimentata da un motore V8 da 4,0 litri a biturbo da 986 CV. La Arrow è in grado di accelerare da 0 a 100 km/h in 2,9 secondi e ha una velocità massima stimata di 360 km/h.

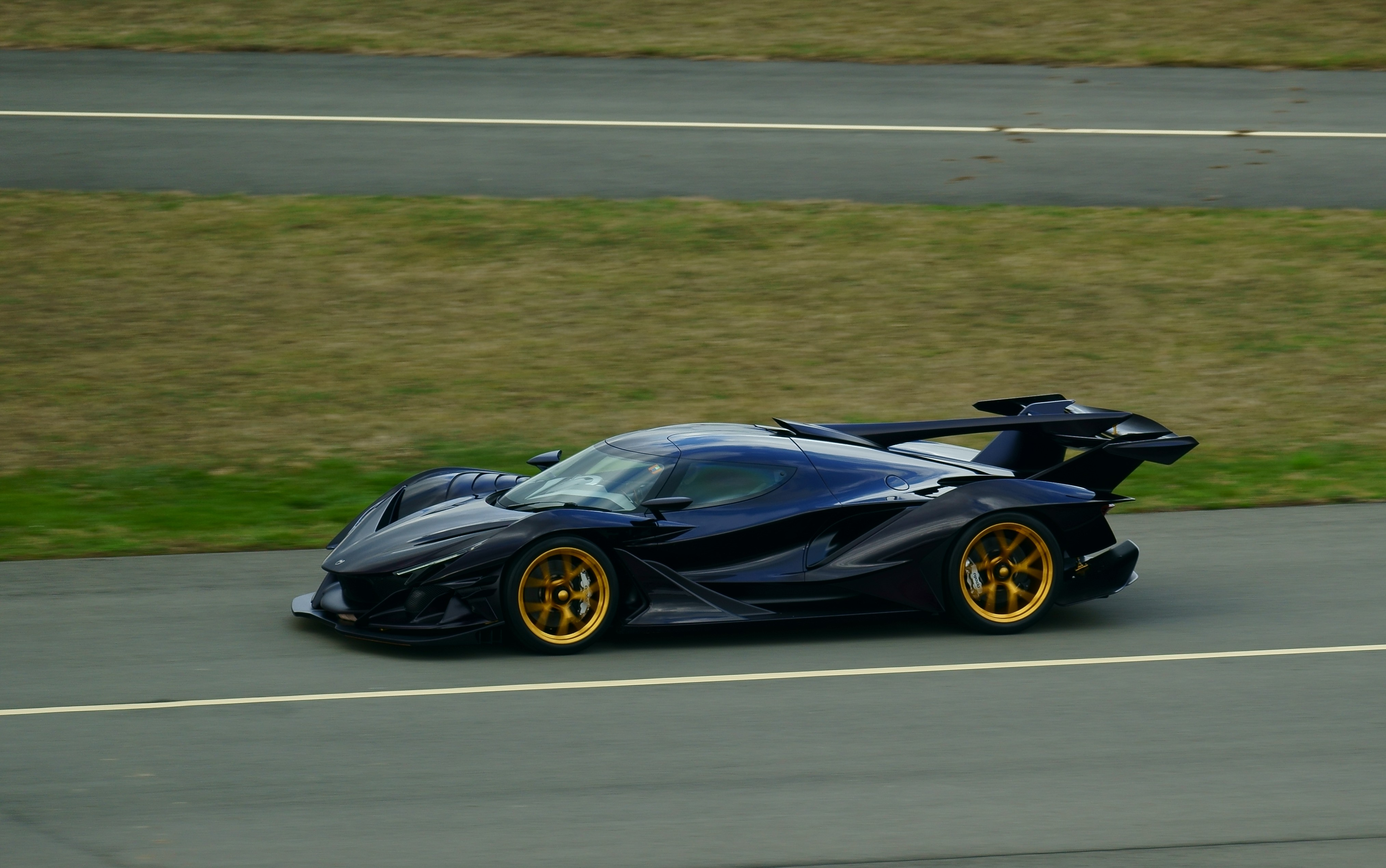
Apollo Intensa Emozione in pista

Nel novembre 2016, la società ha annunciato che l'ex proprietario e fondatore Roland Gumpert non era più associato alla società o ai suoi progetti attuali e futuri e ha anche annunciato che un nuovo modello (nome in codice 'Titan') sarebbe stato presentato al festival di Goodwood del giugno 2017. Il nuovo modello è stato chiamato Intensa Emozione ed è stato equipaggiato di un motore V12 aspirato da 6,3 litri. L'auto ha uno stile radicale ispirato agli insetti e alla natura. La Intensa Emozione è costruita in collaborazione con HWA, la stessa società coinvolta nella costruzione della Mercedes-Benz CLK-GTR.

## Partner di sviluppo
Apollo ha collaborato con diversi partner tecnici e commerciali, tra cui:
- Autotecnica Motori (sviluppo del motore)
- Apollo Germany Limited (vernici e riparazioni)
- Gruppo ATS (sviluppo e produzione di cerchi)
- BFFT (elettronica automobilistica)
- Bosch Group (componenti e sistemi automobilistici, inclusi ABS e TCS)
- Eibach (sistemi di sospensione sportivi)
- HS Genion (ingegneria automobilistica)
- KBF Kabelbaumfertigung (cablaggio della Apollo, che misura 4,2 km)
- KW Automotive (sistemi di sospensione sportivi)
- Mero TSK (strutture tubolari)
- Pirelli (pneumatici da strada e da corsa)
- TRW (sistemi di sicurezza attivi e passivi)
- Università tecnica di Monaco (prototipazione virtuale, tecnologia di vibrazione e interazione guidatore-veicolo)
- WIDOS (saldatura di tubi in plastica e pezzi stampati)
- Contrasto (gestione del rischio)
- Evolution MotorSports (partner di sviluppo e distribuzione USA)
- GTE Engineering (sviluppo e produzione di rivestimenti frizione in kevlar)
- HWA (sviluppo e dettagli finali per l'Intensa Emozione)

## Motorsport

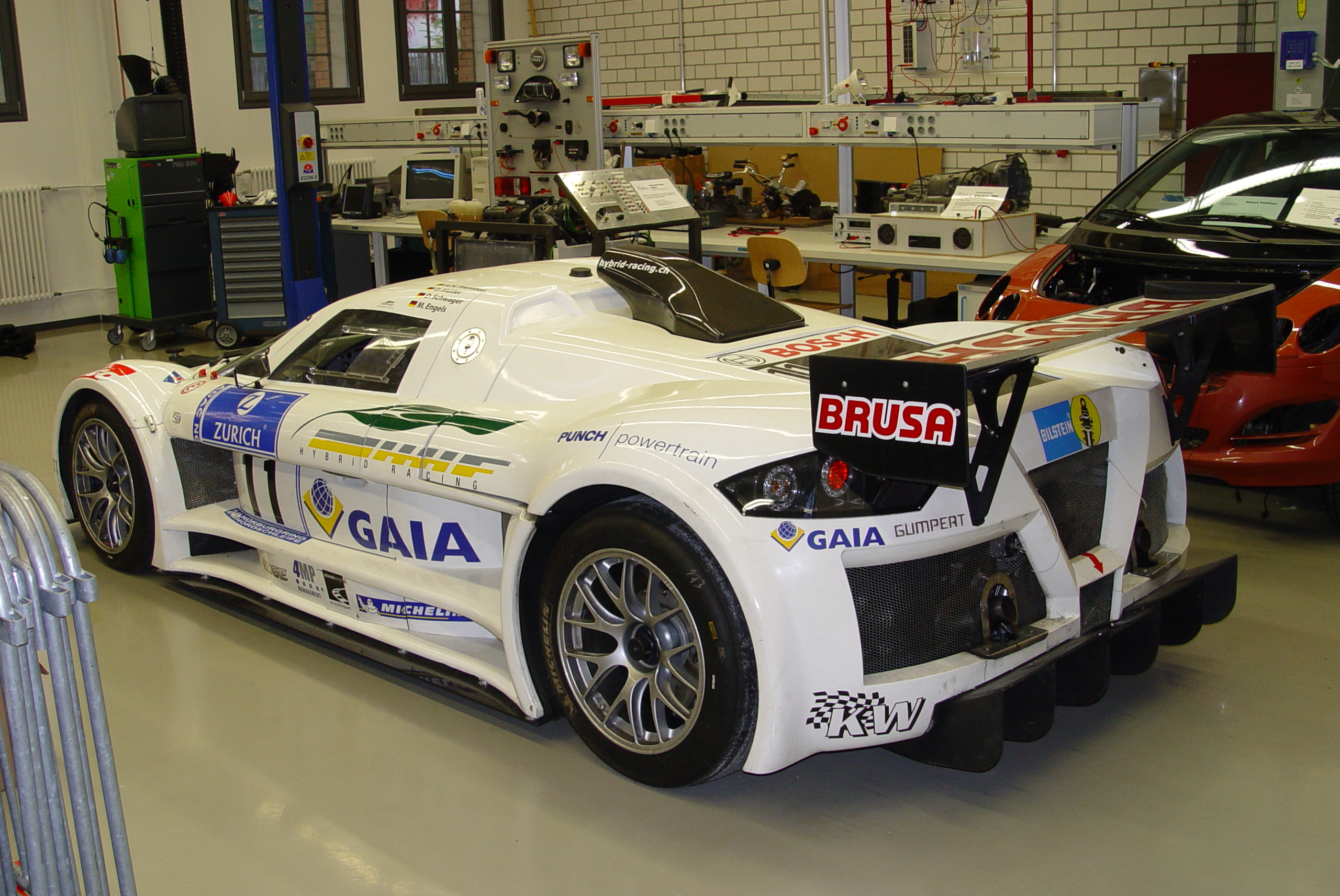
L'auto da corsa Apollo Hybrid

Nell'aprile 2005, la Apollo ha fatto il suo debutto in gara nella Divinol Cup. Questa Apollo è stata guidata dal pilota belga Ruben Maes. Maes è arrivato terzo sulla pista di Hockenheim. Tre anni dopo Gumpert annunciò che avrebbero partecipato alla 24 Ore del Nürburgring del 2008 con una versione ibrida della Apollo, guidata dal vincitore del 2004 Dirk Müller e dall'ex pilota di Formula Uno Heinz-Harald Frentzen. La Apollo Hybrid, realizzata in tre mesi, partecipò alla 24 Ore del Nürburgring nel maggio 2008. La Apollo Hybrid sprigiona un massimo di 630 CV (470 kW) ed è alimentato con un motore V8 biturbo da 3,3 litri accoppiato con un motore elettrico da 100 kW (134 CV). L'auto ha la possibilità di ricaricare la batteria in fase di frenata.